# Данилюк, Флавиус
Фла́виус Дави́д Данилю́к (нем. Flavius David Daniliuc; род. 27 апреля 2001, Вена) — австрийский футболист, защитник итальянского клуба «Салернитана» и сборной Австрии. Выступает на правах аренды за клуб «Эллас Верона».

## Футбольная карьера
Флавиус — уроженец Вены, столицы Австрии. Заниматься футболом начинал в команде «Адмира Ваккер», затем провёл год в венском «Рапиде», где его присмотрел мадридский «Реал», академию которого он пополнил в 10 лет, за что впоследствии «сливочные» получили запрет на трансферы. Флавиус также не прижился в команде, и после конфликтов с партнёрами покинул Мадрид. По совету Давида Алаба, отец перевёз Флавиуса в академию «Баварии». В 2018 году Данилюк попал в список 60 талантливых молодых футболистов, который ежегодно составляет The Guardian.
26 июля 2019 года Данилюк дебютировал в третьей немецкой лиге за «Баварию II» поединком против «Юрдингена». Всего провёл за вторую команду мюнхенцев 4 матча.
18 июня Данилюк подписал контракт с французской «Ниццей». 20 сентября 2020 года дебютировал в Лиге 1 в поединке против «Пари Сен-Жермен», выйдя на замену на 65-й минуте вместо Юсефа Аталя.
Является игроком юношеских сборных Австрии.

## Семья
Родители Флавиуса — этнические румыны, родом из города Сучава. Покинули страну перед началом румынской революции 1989 года. Имеет двух старших братьев-близнецов — Даниэля-Эдварда и Мануэля-Рафаэля, которые также являются футболистами.